# László Dobos
László Dobos (Királyhelmec, 28 de octubre de 1930 − 25 de julio de 2014) fue un escritor perteneciente a la minoría húngara de Eslovaquia, redactor, crítico de arte y político destacado de la época comunista.

## Vida
Nació en la ciudad eslovaca de Kráľovský Chlmec, llamada por los húngaros Királyhelmec. Después de acabar la escuela primaria fue alumno de la escuela de pedagogía de Sárospatak, en Hungría, entre 1945 y 1949. Después, entre 1951 y 1955 estudió la especialidad de húngaro e historia en la Escuela Superior de Pedagogía de Bratislava. Entre 1955 y 1960 fue profesor auxiliar de la Escuela de Pedagogía de Bratislava. Entre 1956 y 1958 asumió un importe papel en la creación de la revista Irodalmi Szemle (Reseña Literaria), en sus funciones de secretario de la sección húngara de la Asociación de Escritores de Eslovaquia. Desde 1958 hasta 1968 fue el redactor jefe de dicha revista.
Entre 1967 y 1968 fue el director de la Sección Húngara de la Editorial Tatran. En 1968 fue elegido presidente de la Csemadok (la asociación cultural húngara de Eslovaquia) y estuvo en ese puesto hasta 1971. Desde el 1 de enero de 1969 hasta el momento de ser sustituido, el 28 de abril de 1970, asumió el papel de ministro sin cartera de la República Socialista Eslovaca.
Desde agosto de 1970 trabajó como director general de la Editorial Madách, y en 1972 asumió las funciones de director de la sección técnica, artística y de producción. El 1 de enero de 1990 volvió a ocupar el puesto de director de la editorial, y posteriormente, en 1994, de su sucesora, la Madách-Posonium.
Desde 1989 es el presidente honorífico de la Csemadok. Entre 1989 y 1991 fue uno de los presidentes de la Asociación Mundial de Húngaros y entre 1992 y 1996 su vicepresidente, en representación de los húngaros de la Cuenca de los Cárpatos, entre 1996 y el 2000 tuvo el cargo de presidente regional.
En el periodo entre 1990 y 1994 fue diputado del Consejo Nacional Eslovaco (el Parlamento eslovaco) en representación del movimiento político Convicencia (Egüttélés - coalición de varios partidos húngaros de Eslovaquia).
En sus obras analiza la historia de los húngaros de Eslovaquia y las penalidades de los años que siguieron a la Segunda Guerra Mundial. Es uno de los fundadores de la literatura húngara de Eslovaquia y uno de sus más destacados representantes.

## Obras
- Las estrellas estaban lejos (Messze voltak a csillagok, 1963)
- Apátridas (Földönfutók, 1967)
- En un hilo de la camisa (Egy szál ingben, 1976)
- Manto de nieve (Hólepedő, 1979)
- El libro de las amarguras (Gondok könyve, 1982)
- A la deriva (Sodrásban, 1984)
- Con su permiso (Engedelmével, 1987)
- El pequeño vikingo (A kis viking, 1991)
- Desde lo profundo del tiempo (Az idő mélységéből, 1994)

## Premios
- Premio Madách (1964)
- Premio Nacional de la Asociación de Escritores Checoslovacos (1968)
- Premio Alföld(1985)
- Premio de la Fundación por el Arte Húngaro (1988)
- Orden de la Estrella de la Corona Dorada de la República Húngara(1990)
- Premio Gábor Bethlen (1991)
- Premio Kossuth (1994)
- Cruz de Pribina (2003) - principal condecoración eslovaca